# Сотир Тренчев
Сотир В. Тренчев е български юрист и общественик от Македония.

## Биография
Сотир Тренчев е роден в град Ресен, тогава в Османската империя, днес в Северна Македония. Завършва право и работи като адвокат в Битоля. Междувременно е член на Македонската младежка тайна революционна организация.
Между 1937 и 1938 година е член-сътрудник на списание „Луч“.
На 25 април 1941 година влиза в Битолския изпълнителен комитет на Българските акционни комитети като секретар. На 4 и 5 юли 1942 година в Скопие, в адвокатската кантора на Йордан Чкатров е проведена среща, на която присъстват 19 души видни български общественици, политици, търговци и кметове, сред които Тома Кленков, Христо Паунчев от Охрид, Сотир Тренчев от Ресен, Борис Светиев от Битоля, Коце Ванов и Богдан Попгьорчев от Велес, Христо Сеизов от Кавадарци, Евтим Бойчев от Неготино, д-р Тодор Гичев от Щип, Павле Гичев и Коце Кратовалиев от Скопие, Чкатров, Стерьо Боздов и Димитър Гюзелов. Те подчертават съществувалото въодушевление у населението в Македония, и очакванията му, че България ще се опре на него за извоюване на свободата и приобщаването им към пределите на голяма България.
След 1944 година е съден от новите комунистически власти. Емигрира в Сидни, Австралия.